# Lijst van commandeurs in de Militaire Willems-Orde
De onderscheiding Commandeur in de Militaire Willems-Orde is spaarzaam verleend. De oprichter van de orde, koning Willem I der Nederlanden heeft zich bij het opstellen van de Orde op de Oostenrijkse Orde van Maria-Theresia georiënteerd. In deze orde was het ridderkruis voor dapperheid maar waren de hogere graden vooral voor officieren die een bepaalde positie innamen en een overwinning boekten gedacht. De commandeursgraad in de Militaire Willems-Orde was bijvoorbeeld voor een vlootvoogd of een generaal bestemd. De commandant van een belegerde grote vesting kon ook op een commandeurskruis rekenen. Een commandeurskruis was voor de bevelhebber van een legergroep en het grootkruis voor opperbevelhebbers.
In de eerste jaren na 1815 begrepen hogere Engelse marineofficieren niet waarom zij, gewend aan commandeurskruisen, "slechts" officier in de Militaire Willems-Orde werden.
Militairen die voor de tweede maal werden onderscheiden met de Militaire Willems-Orde konden een officierskruis krijgen maar om te voorkomen dat zij bij een derde gelegenheid het commandeurskruis zouden moeten ontvangen werd een eresabel ingesteld. De Kanselier van de Militaire Willems-Orde en het kapittel van de Militaire Willems-Orde moesten volgens de wet bijhouden wie een eresabel droeg.

## Complete lijst van de commandeurs
- Miguel Ricardo de Álava y Esquivel, 27 augustus 1815
- Alexandre Charles Joseph Ghislain d'Aubremé, 24 mei 1821
- Engelbertus Batavus van den Bosch, 6 december 1846
- Désiré Lambert de Brabant, 2 september 1870
- Gijsbert Carel Rutger Reinier van Brienen van Ramerus, 8 juli 1815
- Frederik Sigismund van Bylandt, 8 juli 1815
- David Hendrik Chassé, 8 juli 1815
- Frans David Cochius, 8 mei 1838
- Jean Antoine de Collaert, 8 juli 1815
- Jean Victor de Constant Rebecque, 8 juli 1815
- Guillaume Anne de Constant Rebecque de Villars, 8 juli 1815
- Gotfried Coenraad Ernst van Daalen, 14 september 1904
- Henry Demmeni, 7 april 1886
- Friedrich Adrian van der Goltz, 8 juli 1815
- Lodewijk van Heiden, 26 augustus 1832
- Karel van der Heijden, 22 september 1877
- Gerard Hendrik von Heldring, 24 mei 1821
- Frederik van Hessen, 24 november 1816
- Lodewijk IV van Hessen-Darmstadt, 1 mei 1882
- Johannes Benedictus van Heutsz, 10 januari 1899
- Rowland Hill, 27 augustus 1815
- Albert Kikkert, 8 juli 1815
- Hendrik August van Kinckel, 18 juli 1815
- Hendrik Merkus de Kock, 14 november 1821
- Cornelis Rudolphus Theodorus Krayenhoff, 8 juli 1815
- P. Lanskoy, 4 november 1843
- Bernhard van Lippe-Biesterfeld, 15 juni 1946
- J.E.C.P. de Maureillau, 17 februari 1820
- Pieter Melvill van Carnbee, 8 juli 1815
- Friedrich Ferdinand Jacob du Moulin, 15 augustus 1835
- Karl von Müffling, 22 maart 1819
- Willem Frederik Karel der Nederlanden, 8 juli 1815
- Nicolas Charles Oudinot, 24 november 1816
- Henry Paget, 27 augustus 1815
- Johannes Ludovicius Jakobus Hubertus Pel, 24 januari 1875
- Willem du Pont, 8 juli 1815
- Albert van Pruisen, 25 augustus 1878
- Karel van Pruisen, 25 augustus 1878
- Willem Frederik van Reede, 24 mei 1821
- Julius Constantijn Rijk, 21 november 1848
- Theodor von Rüdiger, 15 oktober 1849
- Constantijn Nikolajevitsj van Rusland, 3 juni 1857
- Karel Bernhard van Saksen-Weimar-Eisenach, 24 mei 1821
- Hendrik George de Perponcher Sedlnitsky, 8 juli 1815
- Marinus Segov, 9 april 1895
- Simon Hendrik Spoor, 19 juli 1949
- Henri Nicolas Alfred Swart, 2 september 1909
- Jan van Swieten, 19 februari 1860
- Ralph Dundas Tindal, 8 juli 1815
- Georg Wilhelm von Valentini, 10 november 1821
- Gerrit Verdooren van Asperen, 8 juli 1815
- Gustave Marie Verspyck, 12 mei 1874
- Jacobus Augustinus Vetter, 15 februari 1895
- Job von Witzleben, 20 september 1825